# Główny Komitet Ratunkowy

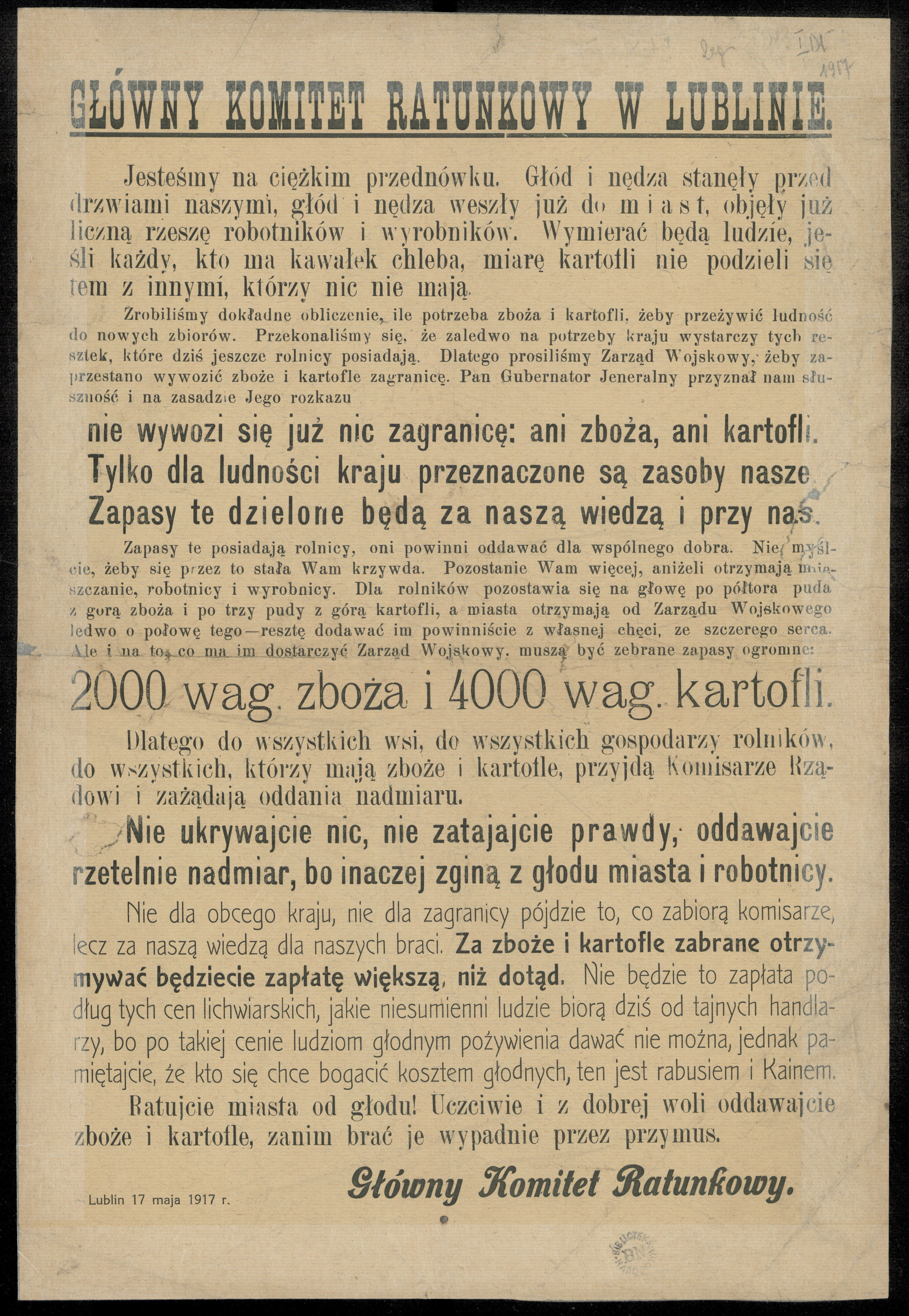
Afisz Głównego Komitetu Ratunkowego w Lublinie z 1917 roku

Główny Komitet Ratunkowy – organizacja samopomocowa działająca w latach 1915–1918 w części Królestwa Polskiego okupowanej przez Austro-Węgry.

## Historia
Główny Komitet Ratunkowy powstał 13 listopada 1915 roku w Lublinie, na bazie struktur rozwiązanego przez władze okupacyjne Centralnego Komitetu Obywatelskiego. Komitet lubelski stanowił centralę ruchu ratunkowego, natomiast jednostkami niższego szczebla były: komitety ziemi (gubernialne), komitety powiatowe, komitety gminne i miejskie. Struktury działające w Lublinie, Radomiu, Kielcach i Piotrkowie miały rangę komitetów powiatowych. Zgodnie z Regulaminem Komitetów Ratunkowych, głównym zadaniem tych struktur była „regulacja organizacji samopomocy ludności, która ucierpiała wskutek wojny, dla umożliwienia jej przetrwania wojny i utrzymania prawidłowego biegu życia prywatnego i publicznego”. Funkcję prezesów GKR pełnili Henryk Dembiński, po jego śmierci w lutym 1916 roku nowym przewodniczącym został Juliusz Tarnowski. Na początku 1917 roku Tarnowskiego zastąpił Jan Stecki. Do kolejnej zmiany na stanowisku prezesa doszło w kwietniu 1918 roku, został nim Juliusz Zdanowski. Początkowo w ramach Komitetu funkcjonowały 4 wydziały: Ogólny, Dobroczynny, Sanitarny i Gospodarczy (Przemysłowo-Handlowy). W okresie późniejszym utworzono kolejne: Rolniczy, Budowlany i Kredytowy.
Dzięki wysiłkom miejscowego społeczeństwa oraz pomocy udzielonej przez Książęco-Biskupi Komitet w Krakowie, a także przychylnej postawie ówczesnych władz okupacyjnych szybko stworzono sieć lokalnych komitetów ratunkowych. Zgodnie z założeniami przyjętymi przez centralę GKR w skład gminnych komitetów ratunkowych wchodzić mieli przedstawiciele różnych grup społecznych i zawodowych. Przewidywano, że powinien się w nich znaleźć reprezentant duchowieństwa, większej własności, przemysłu, mniejszej własności i nauczycieli. W praktyce, ze względu na specyfikę poszczególnych gmin, skład społeczno-zawodowy komitetów był niejednolity. W skład prezydium GKR w 1918 roku wchodzili: Juliusz Zdanowski (prezes), Stefan Drojecki, Jan Kowerski, Antoni Olszewski, Stefan Plewiński i Stanisław Śliwiński. W czerwcu 1918 roku na obszarze okupacji austro-węgierskiej działało 27 komitetów powiatowych (w tym cztery miejskie na prawach komitetów powiatowych) oraz 495 komitetów gminnych i miejskich. Podobnie jak w przypadku Rady Głównej Opiekuńczej działającej w okupacji niemieckiej zadaniem GKR było niesienie pomocy ludności cywilnej poszkodowanej przez wojnę w tym także uchodźcom wojennym.  
GKR czerpał niezbędne do funkcjonowania środki z różnorodnych źródeł. Początkowo bardzo znaczna ich część pochodziła z Komitetu Generalnego Pomocy Ofiarom Wojny w Polsce (tzw. Komitetu Vevejskiego) i Książęco-Biskupiego Komitetu w Krakowie. Budżety Komitetów poważnie wzmacniały też datki przekazywane przez władze okupacyjne (szczególnie w późniejszym okresie, gdy środki pochodzące z dwóch pierwszych źródeł zaczęły maleć). W czerwcu 1918 roku GKR utrzymywał w sumie 160 schronisk, przytułków z całodziennym wyżywieniem oraz ochron, 80 tanich kuchni, jadłodajni i herbaciarni, 12 szpitali i 80 ambulatoriów. Jedną z najważniejszych i jednocześnie najtrudniejszych kwestii, którymi zajmowały się komitety ratunkowe była aprowizacja społeczeństwa. Prowadzono także akcję zaopatrzenia ubogiej ludności w odzież i obuwie. Komitety podobnie jak RGO prowadziły także akcję umieszczania dzieci z większych miast na wsi podczas miesięcy letnich. Zajmowały się także problemem rejestracji strat wojennym, odbudową terenów zniszczonych a także uzyskaniem odszkodowań za poniesione straty.

Staraniem GKR powołano w okupacji austro-węgierskiej Polską Centralę Handlową, która zajmowała się rozprowadzeniem 50% kontyngentu towarów sprowadzanych z Austrii oraz przywozem towarów z krajów neutralnych (istniała do 1926). Członkowie GKR i jego struktur powiatowych wchodzili w skład wydziałów aprowizacyjnych przy generalnym gubernatorstwie i komendach powiatowych. Zajmowały się one rozdziałem artykułów żywnościowych i artykułów pierwszej potrzeby, regulowały obrót tych artykułów i normowały ich ceny. Reprezentanci GKR wchodzili także do Krajowej Rady Gospodarczej powołanej przez Generalne Gubernatorstwo Wojskowe w Polsce. Po odzyskaniu niepodległości struktury Głównego Komitetu Ratunkowego weszły w skład Rady Głównej Opiekuńczej.